# Roberto Dinamite
Carlos Roberto de Oliveira, přezdívaný Roberto Dinamite (13. dubna 1954, Duque de Caxias – 8. ledna 2023) byl fotbalový útočník a pozdější politik. S profesionální fotbalovou kariérou začal ve dvaceti letech. V dresu klubu CR Vasco da Gama byl nejvíce skórujícím hráčem v historii brazilské Série A. Účastník MS 1978 v Argentině, MS 1982 ve Španělsku a LOH 1972 v Mnichově.
Mimo Brazílie hrál ve Španělsku (za FC Barcelona). Byl prezidentem brazilského klubu CR Vasco da Gama.

## Klubová kariéra
S fotbalem začínal v klubu CR Vasco da Gama v mládežnickém týmu. Je to jeden z nejslavnějších hráčů tohoto klubu a nejlepší střelec v historii klubu. Dal 698 ligových gólů a celkově za celou kariéru 864 gólů. Odehrál 1022 zápasů.
Přezdívku Dinamite dostal od novináře Aparícia Pirese, který po vstřelení nádherného prvního gólu při debutu v seniorské soutěži 25. listopadu 1971 proti Internacionalu napsal v článku, že Dinamite-boy vybuchl na stadionu Maracanã.
Poslední gól dal 26. října 1992 proti Goytacaz Futebol Clube, kdy Vasco da Gama zvítězilo 2:0.
Poslední zápas odehrál v 39 letech. Bylo to přátelské utkání proti španělskému týmu Deportivo de La Coruña a Vasco da Gama prohrálo 0:2.

## Reprezentační kariéra
V A-mužstvu Brazílie působil v letech 1975–1984. Nastřílel 20 gólů. Zúčastnil se MS 1978 v Argentině, MS 1982 ve Španělsku a LOH 1972 v Mnichově.

## Politika
Po jeho odchodu do důchodu od fotbalu se stal politikem. V roce 1992, po vstupu do Brazilské strany sociální demokracie je zvolen podruhé jako státní zástupce. Také je od roku 2006 prezidentem Vasco da Gama.